# 90377 Sedna
Sedna (denominazione ufficiale 90377 Sedna) è un oggetto transnettuniano di grandi dimensioni che orbita attorno al Sole su di un'orbita particolarmente eccentrica che lo porta ad avvicinarsi al sistema solare esterno in prossimità del perielio e ad allontanarsi fino ad oltre 5 giorni luce (897 au) dal Sole quando si approssima all'afelio. Si tratta di un freddo planetoide, forse classificabile come pianeta nano una volta che l'Unione Astronomica Internazionale ne avrà vagliato i parametri fisici, di dimensioni approssimativamente pari a 2/3 di quelle di Plutone.
Gli scopritori sostengono che Sedna sia il primo corpo della nube di Oort ad essere osservato, affermando che è troppo lontano dal Sole per essere considerato un oggetto della fascia di Kuiper. Tuttavia è assai più vicino al Sole di quanto ci si attenderebbe da un oggetto della nube di Oort e la sua inclinazione orbitale non si discosta eccessivamente dall'eclittica. Quindi Sedna appartiene alla nube di Oort interna, una regione relativamente poco spessa situata sul piano dell'eclittica ed estesa dalla fascia di Kuiper sino alla nube di Oort esterna, di forma sferica. Altri astronomi si limitano a suggerire che le assunzioni precedenti circa il bordo esterno della fascia di Kuiper debbano essere riviste.
Per Sedna, 2012 VP113, 541132 Leleākūhonua e 2023 KQ14, gli unici altri oggetti conosciuti con parametri orbitali comparabili, viene definita la classe dei Sednoidi, costituita da oggetti transnettuniani con un perielio maggiore di 50 au e un semiasse maggiore più grande di 150 au.
Tuttavia anche la stessa classificazione come oggetto transnettuniano viene contestata, perché Sedna non arriva mai abbastanza vicino a Nettuno per essere influenzato da esso. Altri ipotizzano che potrebbe essere stato portato nella sua orbita attuale da una stella di passaggio, probabilmente durante la formazione del sistema solare. Un'altra ipotesi suggerisce che la sua orbita possa essere una prova a sostegno di un ipotetico grande pianeta oltre l'orbita di Nettuno. L'astronomo Michael E. Brown, coscopritore di Sedna e dei pianeti nani Eris, Haumea e Makemake, crede che esso sia l'oggetto transnettuniano più scientificamente importante trovato fino ad oggi, poiché capire il perché della sua orbita insolita potrebbe fornire informazioni preziose sull'origine e sull'evoluzione del sistema solare.
Dal 28 settembre al 26 novembre 2004, quando 90528 Raywhite ricevette la denominazione ufficiale, è stato l'asteroide denominato con il più alto numero ordinale. Prima della sua denominazione il primato era di 82232 Heuberger.
Il suo simbolo planetario è .

## Storia delle osservazioni

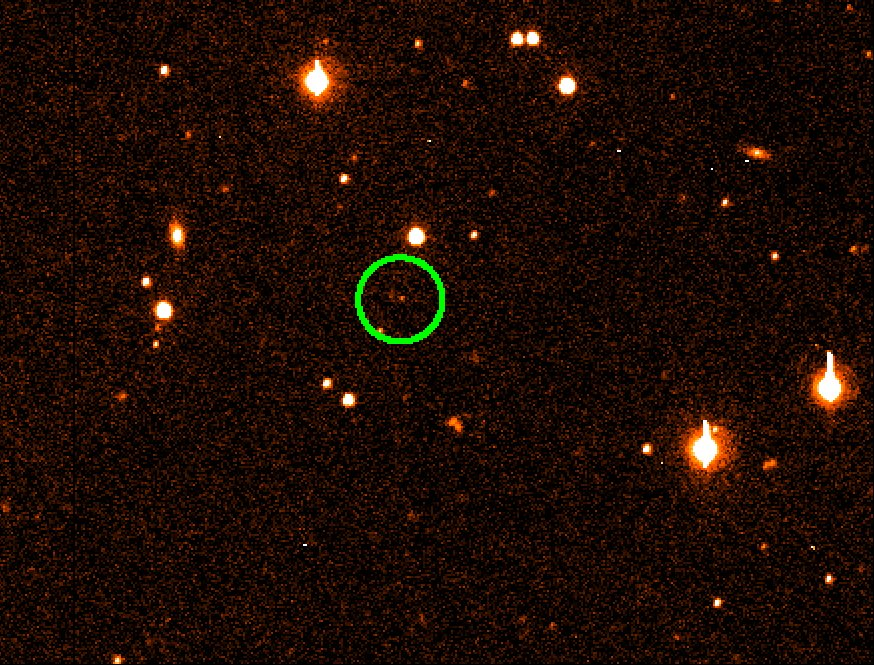
Sedna (al centro del cerchio verde).

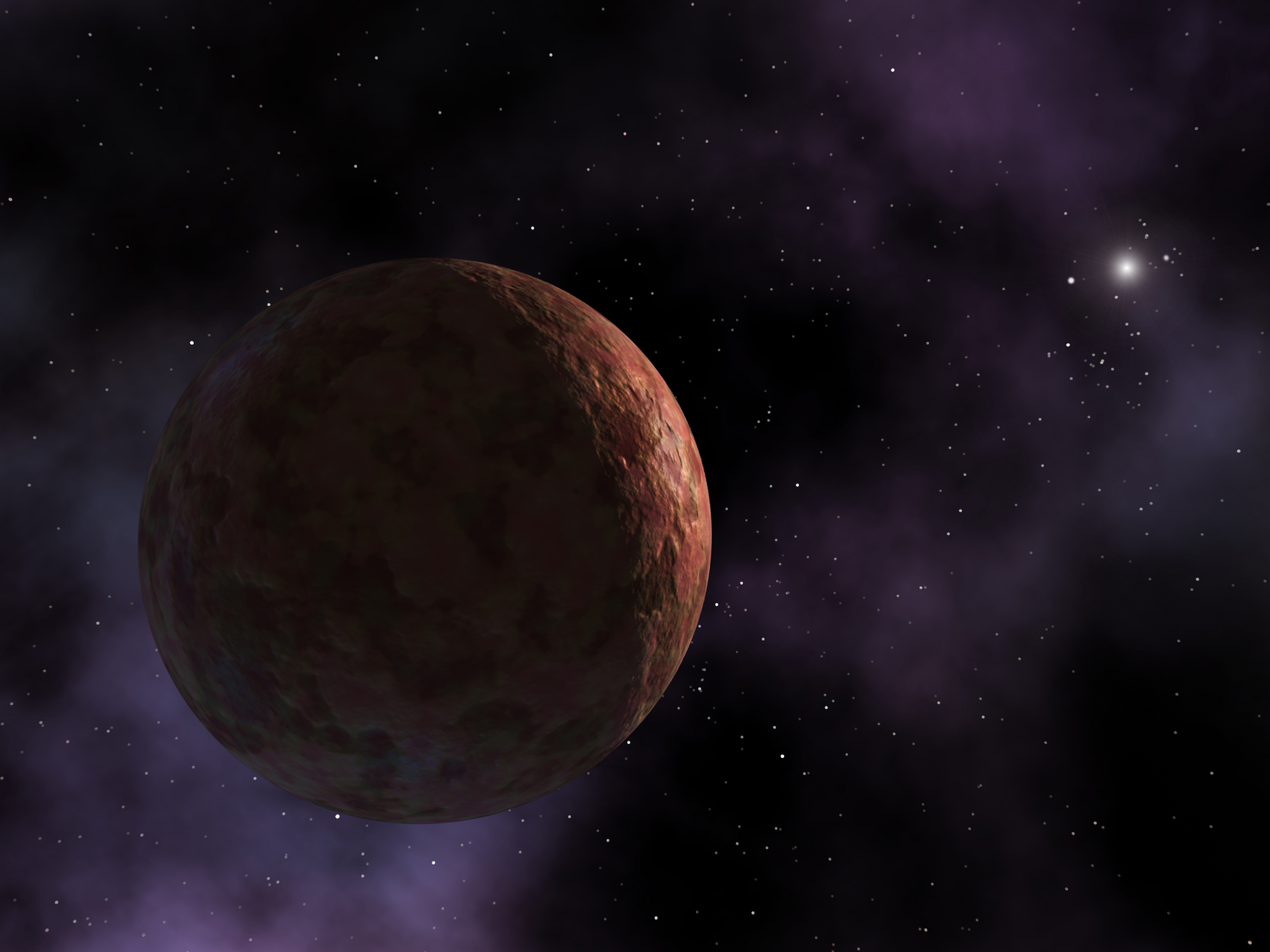
Rappresentazione artistica di Sedna.

Sedna è stato scoperto il 14 novembre 2003 da Michael Brown (California Institute of Technology), Chad Trujillo (Osservatorio Gemini) e David Rabinowitz (Università Yale). Già al momento della scoperta si trovava alla distanza più grande a cui un qualsiasi corpo celeste del sistema solare fosse mai stato osservato.
Sedna è stato scoperto durante un rilevamento condotto con il telescopio Samuel Oschin dell'Osservatorio Palomar, nei pressi di San Diego (California). Nei giorni successivi è stato osservato da telescopi in Cile, in Spagna, in Arizona e nelle Hawaii. Anche il telescopio spaziale Spitzer, attivo nell'infrarosso, è stato puntato verso l'oggetto senza riuscire tuttavia a rilevarne la radiazione elettromagnetica. Si ritiene pertanto, in base ai limiti di risoluzione dello strumento, che il diametro di Sedna non superi i 1800 km.
A causa della sua natura fredda e distante e vista la natura mitologica dei nomi degli altri pianeti del sistema solare gli scopritori hanno battezzato il nuovo corpo celeste come Sedna, la dea inuit del mare, che si crede viva nelle gelide profondità dell'Oceano Artico. Il 28 settembre 2004 l'Unione Astronomica Internazionale, che prima identificava l'oggetto con la designazione provvisoria 2003 VB12, ha approvato il nome.

## Caratteristiche

### Parametri orbitali
L'oggetto transnettuniano Sedna si muove su di un'orbita estremamente ellittica, con un afelio situato a circa 900 au dal Sole ed un perielio distante sole 76 UA; al momento della scoperta si trovava a circa 90 unità astronomiche dal Sole, ed era in fase di avvicinamento al perielio. Si trattò della massima distanza di un corpo del sistema solare dalla Terra al momento della scoperta; il record venne in seguito battuto da Eris, individuato mentre si trovava a 97 UA dal Sole.

Raffronto dell'orbita di Sedna con altri oggetti del Sistema Solare.

Inizialmente si ritenne che Sedna avesse un periodo di rotazione insolitamente lungo (da 20 a 50 giorni); si procedette dunque a ricercare un satellite naturale, probabile causa di tale anomalia. Successive indagini svolte mediante il telescopio spaziale Hubble nel marzo 2004 non individuarono alcun oggetto in orbita attorno al planetoide. Nuove misure del telescopio MMT suggerirono in seguito un periodo di rotazione molto più breve, pari a solo 10 ore circa, un valore piuttosto tipico per corpi di tali dimensioni.

### Formazione dell'orbita
La spiegazione più probabile a proposito dell'inconsueta orbita di Sedna sembra essere che, durante i primi 100 milioni di anni di esistenza del sistema solare, l'oggetto, originariamente situato su di un'orbita più tradizionale, sia stato perturbato dal passaggio ravvicinato di un'altra stella, forse uno degli altri astri che si sarebbero formati dallo stesso disco protoplanetario che diede origine al Sole. In uno studio compiuto da Hal Levison e Alessandro Morbidelli dell'Osservatorio della Costa Azzurra di Nizza è stata avanzata una differente ipotesi: Sedna si sarebbe formato attorno ad una nana bruna circa 20 volte meno massiccia del Sole, e sarebbe stato catturato dall'attrazione gravitazionale di quest'ultimo quando la nana bruna ha attraversato il sistema solare.
Scrivendo su Nature il 2 dicembre 2004, gli astronomi Scott J. Kenyon e Benjamin C. Bromley hanno supportato l'ipotesi secondo cui una stella di passaggio potrebbe aver spinto Sedna fuori dalla fascia di Kuiper, portandolo nell'orbita attuale. I due stimano che la probabilità che Sedna sia stato catturato dal disco esterno della stella di passaggio siano pari a circa il 10%.
Si conosce attualmente un altro oggetto, (148209) 2000 CR105, caratterizzato da un'orbita simile a quella di Sedna, ma leggermente meno estrema: il perielio è a 45 UA, l'afelio a 415 UA e il periodo orbitale è di 3420 anni. La sua orbita potrebbe essere il risultato degli stessi processi che hanno determinato quella di Sedna; se altri corpi analoghi venissero scoperti in futuro, tuttavia, occorrerebbe probabilmente scartare le ipotesi già formulate, in favore di teorie più plausibili e applicabili ad un gran numero di planetoidi.
Sedna impiega circa  10737,84 anni per descrivere un'orbita completa attorno al Sole; raggiungerà il perielio nel 2075-76.

### Superficie

Animazione dell'orbita di Sedna comparata a quella dei pianeti del sistema solare e di Plutone; si noti l'enorme distanza dell'oggetto

Le stime del diametro di Sedna più recenti mostrano un valore di 995 km. Il planetoide è così lontano dal Sole che la temperatura superficiale non sale mai sopra i 23 K.
Osservazioni effettuate in Cile hanno evidenziato che Sedna è uno degli oggetti più rossi nel sistema solare, quasi quanto Marte. Diversamente da Plutone e Caronte, Sedna sembra possedere pochissimo metano ghiacciato o ghiaccio d'acqua sulla sua superficie. Chad Trujillo e i suoi colleghi dell'Osservatorio Gemini nelle Hawaii hanno avanzato un'ipotesi secondo cui la colorazione rossastra di Sedna potrebbe essere dovuta alla presenza di un fango di idrocarburi, la tolina, simile a quello già trovato su Folo.
Sedna presenta un colore e uno spettro omogeneo il cui motivo è probabilmente da ricercarsi nel fatto che il planetoide, diversamente dagli oggetti più vicini al Sole, è molto meno esposto agli impatti meteorici che potrebbero modificare localmente l'albedo come ad esempio su 8405 Asbolus.

## Esplorazione
Sedna raggiungerà il perielio nel 2075–2076. Questo evento sarà un'opportunità unica di esplorazione che non si ripeterà se non fra circa 12050 anni. Anche se Sedna è citato nel sito di esplorazione del sistema solare della NASA, nessuna missione è stata programmata. È stato calcolato che per una missione di sorvolo a Sedna si impiegherebbero 24,480 anni sfruttando l'effetto fionda di Giove, partendo il 6 maggio 2033 o il 23 giugno 2046. Sedna si troverebbe a 77,27 o 76,43 au dal Sole una volta raggiunto. Qualora il lancio di un'ipotetica missione verso Sedna avvenisse nel 2033, il planetoide potrebbe essere raggiunto nell'anno 2057 mentre, se il lancio avvenisse nel 2046, la missione potrebbe raggiungere la meta nell'anno 2070. Lo studio ravvicinato di Sedna rappresenterebbe un'occasione unica per analizzare il più lontano corpo celeste del sistema solare e comprendere se esso si sia sviluppato nella nube di Oort e se la sua composizione e le sue proprietà geofisiche differiscano dai corpi celesti della fascia di Kuiper.

## Bibliografia

Immagine artistica rappresentante l'ipotetica vista del sole dalla superficie di Sedna